# Beskiden-Hauptwanderweg
Der Kazimierz-Sosnowski-Beskidenhauptwanderweg (pol. Główny Szlak Beskidzki imienia Kazimierza Sosnowskiego, GSB) ist ein rot markierter Fernwanderweg, der aus Ustroń in den Schlesischen Beskiden nach Wołosate in den Bieszczady führt.
Der mit 496 km längste Wanderweg in den polnischen Bergen, überquert die Schlesischen Beskiden, die Żywiec-Beskiden (Beskid Żywiecki), die Gorce, den Beskid Sądecki, die Niederen Beskiden und die Bieszczady. Über die höchsten Teile der polnischen Beskiden führend, ermöglicht er den Zugang auf: Stożek Wielki (tschech. Velký Stožek), Barania Góra, Babia Góra, Polica, Turbacz, Lubań, Przehyba, Radziejowa, Jaworzyna Krynicka, Rotunda, Cergowa, Chryszczata, Smerek und Halicz. Folgende Ortschaften liegen am Weg: Ustroń, Węgierska Górka, Jordanów, Rabka-Zdrój, Krościenko nad Dunajcem, Rytro, Krynica-Zdrój, Iwonicz-Zdrój, Rymanów-Zdrój, Komańcza, Cisna, Ustrzyki Górne u. a.
Der Beskiden-Hauptwanderweg wurde während der Zwischenkriegszeit erstellt. Die Route des westlichen Teils (Ustroń-Krynica) wurde von Kazimierz Sosnowski entworfen und 1929 beendet. Der östliche Teil, nach dem Projekt von Mieczysław Orłowicz, wurde 1935 vollendet und führte bis zur Tschornohora in den ukrainischen Ostkarpaten, die sich damals innerhalb der Grenzen Polens befand. In den Jahren 1935 bis 1939 trug er den Namen von Józef Piłsudski.

## Galerie

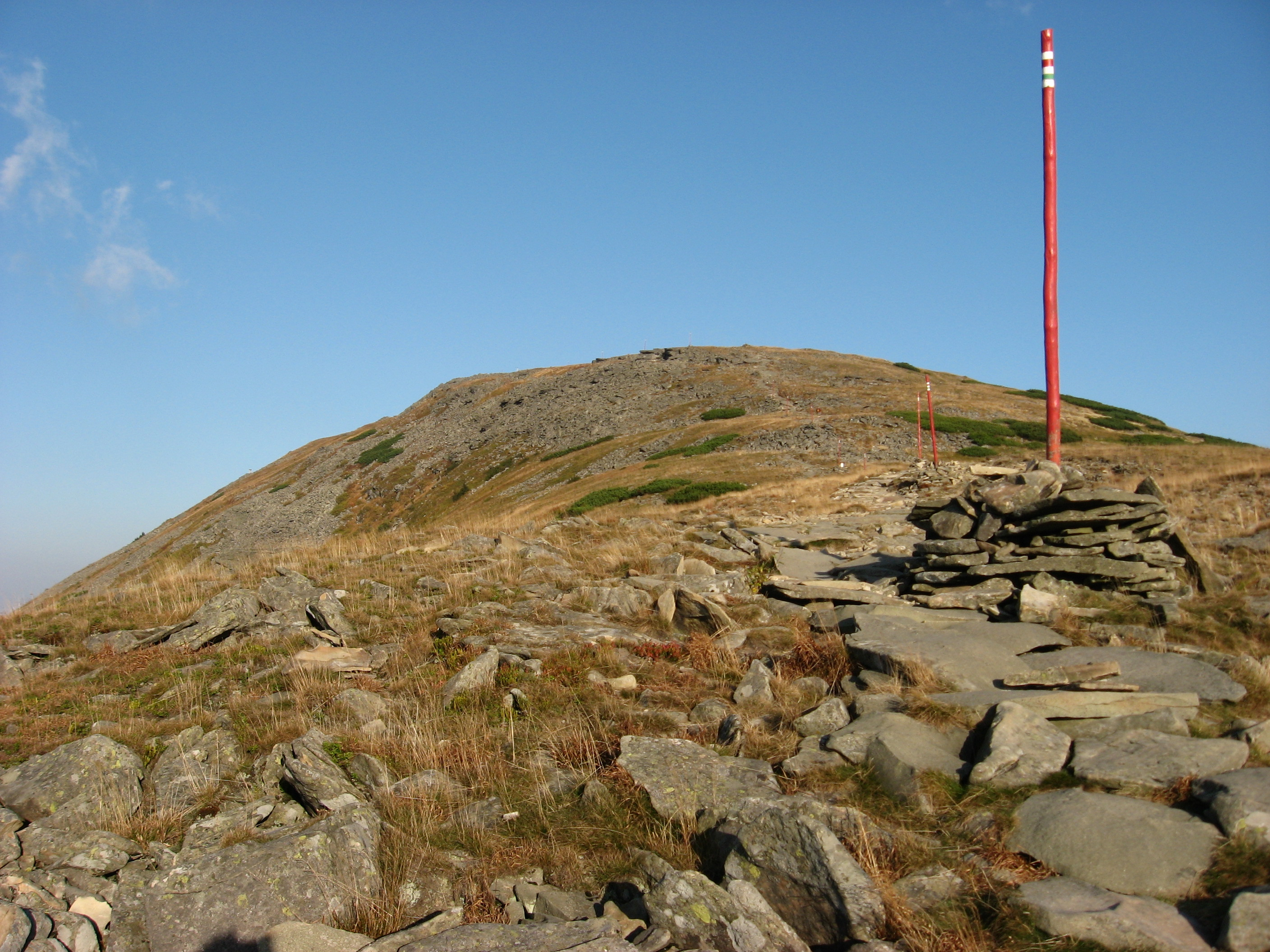
Der Gipfel des Babia Góra (1725 m, der höchste Punkt des Wanderweges)
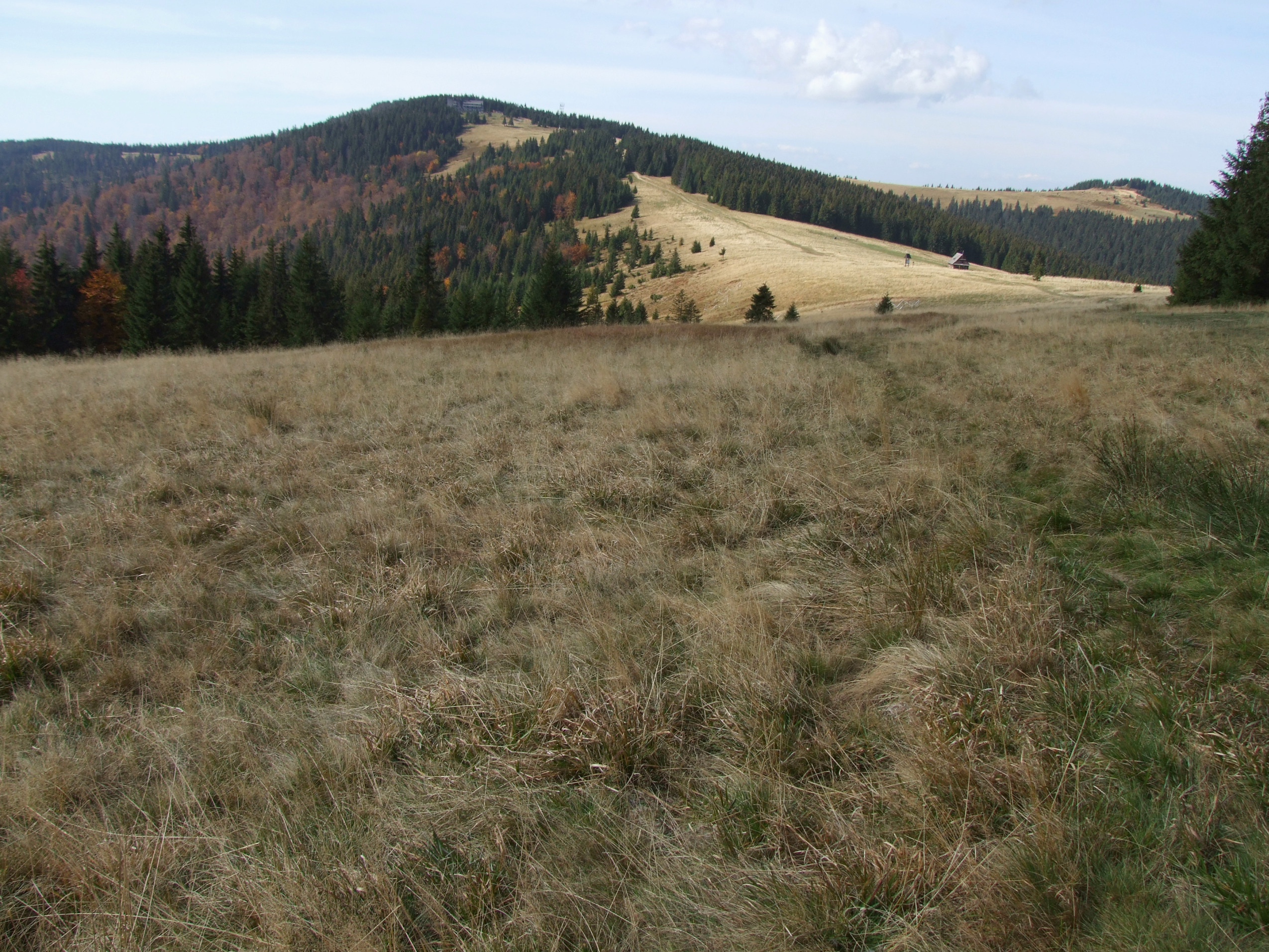
Turbacz und Hala Długa (die lange Alp)
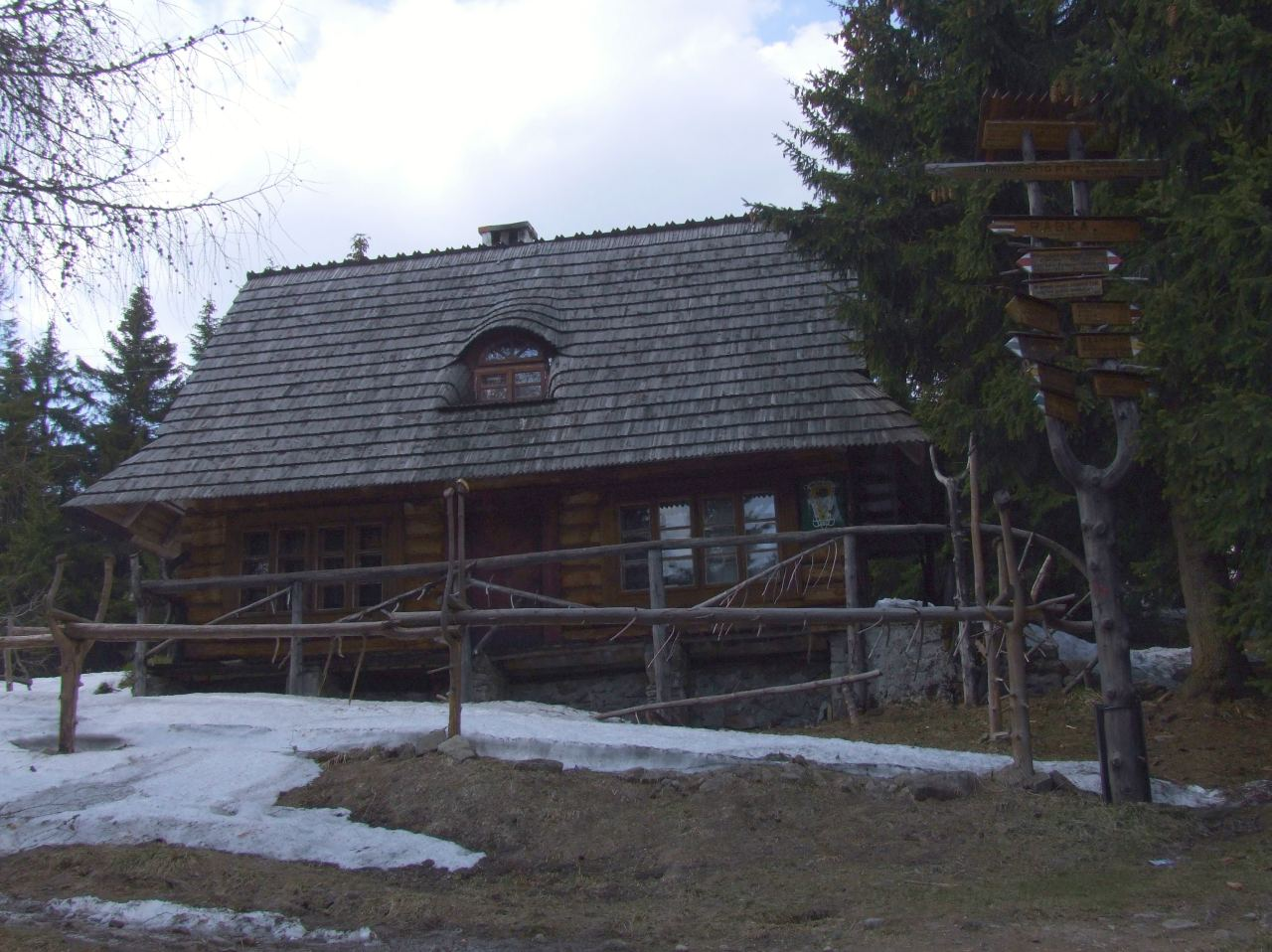
Das Gebäude der PTTK (Polnische Touristenverein) auf Turbacz (die Gorce)
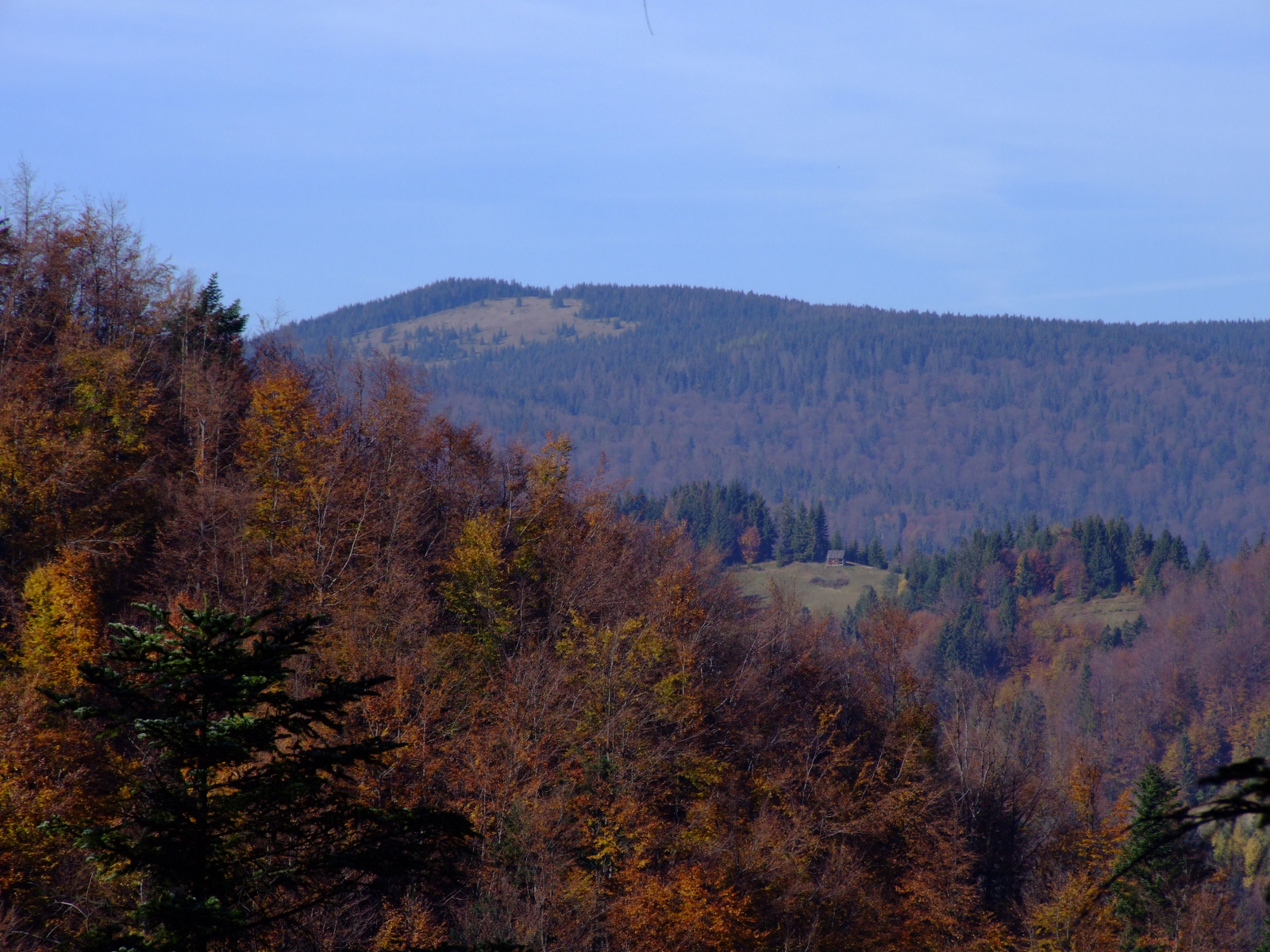
Kiczora aus dem Kamm des Lubań ausgesehen
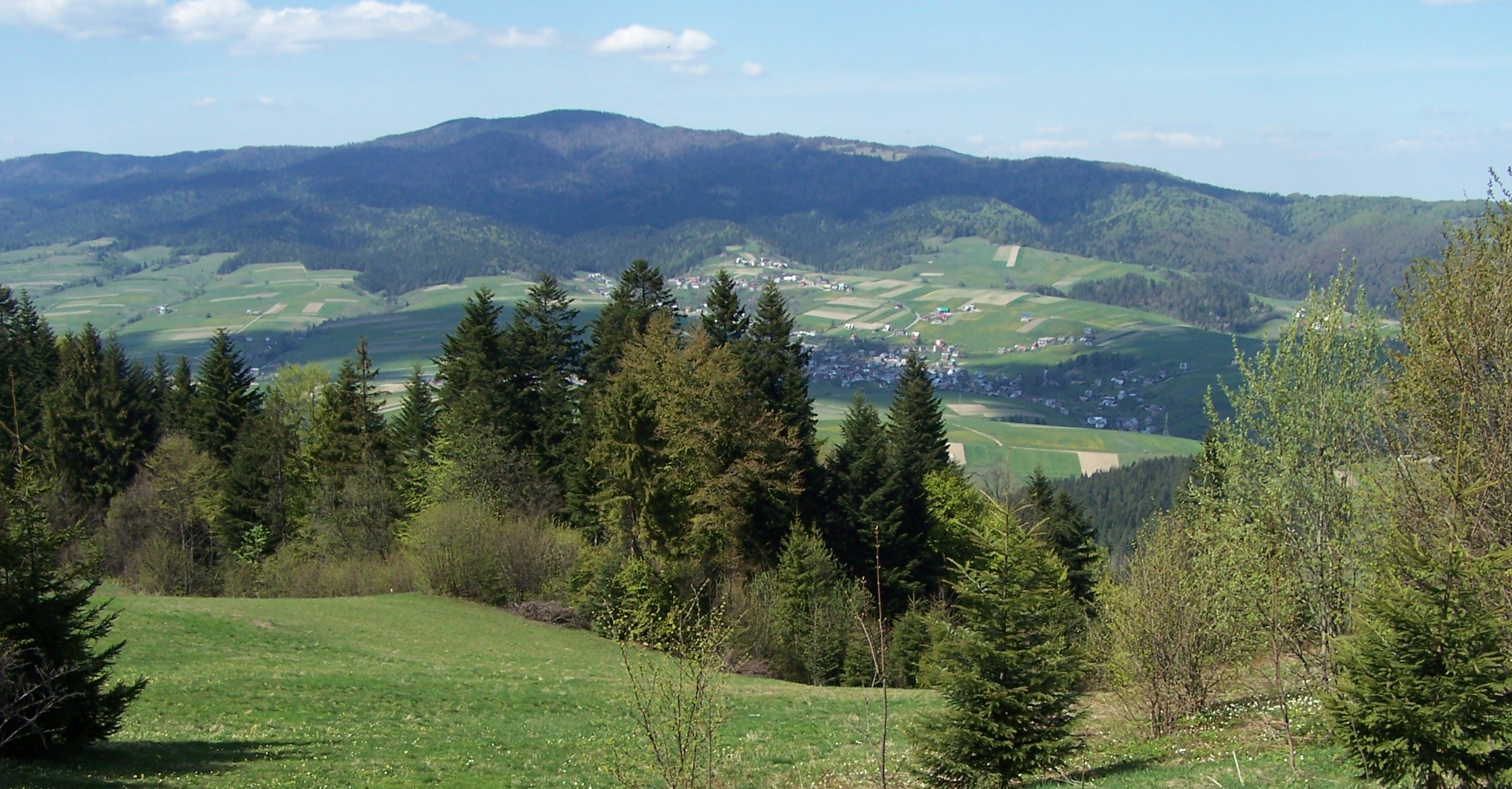
Der Kamm des Lubań aus den Pieninen ausgesehen
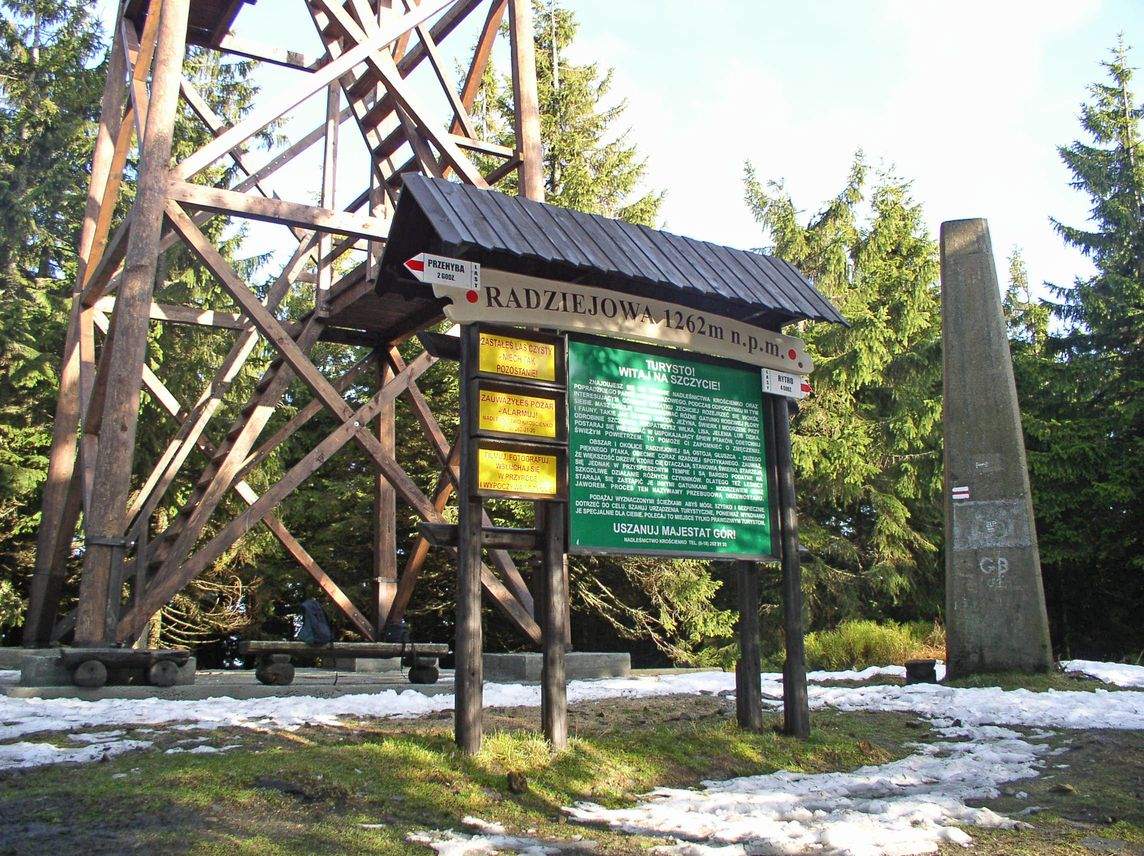
Der Gipfel des Radziejowa

## Rekorde
Die gegenwärtig schnellste Begehung gelang Maciej Więcek (inov-8 team PL) zwischen dem 20. und 24. Juni 2013 in 114 Stunden und 50 Minuten. Er löste den fast 7 Jahre bestehenden Rekord von Piotr Kłosowicz ab, der im September 2006 168 Stunden benötigte.